# Victor Borg
Victor Borg, född 8 april 1916, död 27 juni 1996, var en norsk författare, manusförfattare, dramatiker och psykiater.

## Filmmanus
- 1942 – Jeg drepte!
- 1943 – Jag dräpte
- 1944 – Kommer du, Elsa?
- 1946 – Englandsfarare
- 1947 – Sankt Hans fest
- 1951 – Skadeskutt
- 1951 – Kvinnan bakom allt
- 1969 – Dödsleken